# Anna Adams Gordon
Anna Adams Gordon (Boston, 21 juli 1853 - Castile, 16 juni 1931) was een Amerikaanse sociale hervormer, songwriter en, als nationaal voorzitter van de Woman's Christian Temperance Union (WCTU), en toen het achttiende amendement (Prohibitie) bij de Amerikaanse grondwet werd aangenomen, een belangrijke figuur in de matigingsbeweging.

## Biografie
Gordon was de dochter van James M. en Mary Clarkson Gordon, beiden christelijk abolitionisten. Toen ze drie was, verhuisde haar familie naar Auburndale. Ze ging naar Boston High School, Lasell Seminary en Mount Holyoke College. Ze bracht een jaar door in het buitenland in San Sebastián met haar zus, Alice Gordon Gulick, die daar in 1871 een meisjesschool is begonnen.

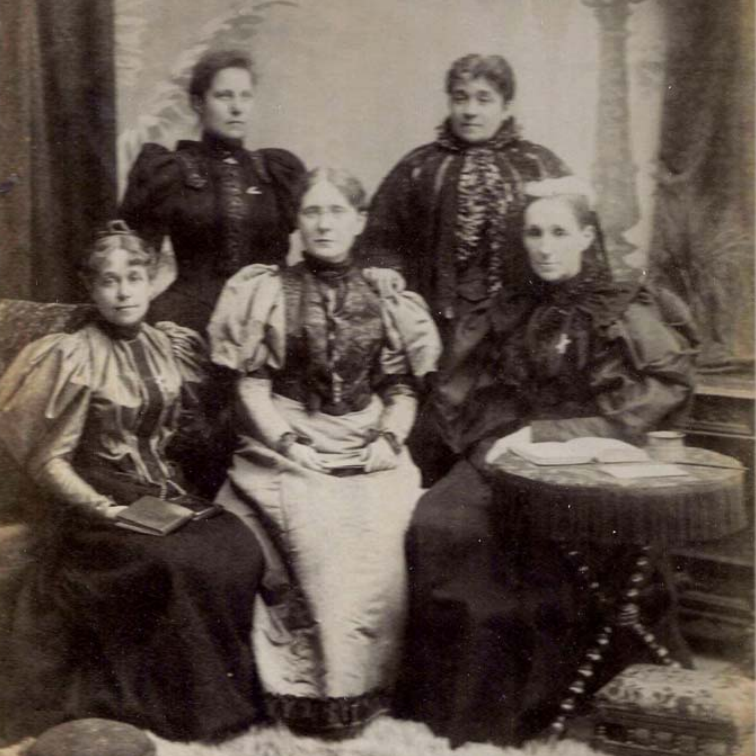
Matingsgroep in 1895, achter van links naar rechts: Gordon, Mary E. Sanderson, voor: Agnes Elizabeth Slack, Frances E. Willard, and Lady Henry Somerset

In 1877 ontmoette Gordon  Frances E. Willard op een bijeenkomst in het gebouw waar Willard matigingsbijeenkomsten hield. Gordons jongere broer Arthur was enkele dagen daarvoor overleden, een traumatische gebeurtenis die, zoals Willard later schreef, Gordon "naar God" had gedreven. De twee werden goede vrienden en Gordon bleef orgel spelen voor Willards bijeenkomsten. Gordon verhuisde uiteindelijk naar de woning van Willard als haar persoonlijke secretaresse. Gordon volgde haar werkgever vervolgens op haar reizen door de Verenigde Staten, Canada en Europa, waarbij ze een jaar in Engeland doorbracht, meestal als gasten van Lady Henry Somerset.
Gordon en Willard bleven goede vrienden tot Willards dood in 1898, waarna Lillian M.N. Stevens voorzitter werd president van de WTCU, met Gordon als vice-voorzitter. Datzelfde jaar schreef Gordon ook een herdenkingsbiografie overWillard (uitgebreid en herdrukt in 1905). Na het overlijden van Lillian Stevens in 1914 werd Anna Adams Gordon voorzitter van de WCTU.
Tijdens de Eerste Wereldoorlog speelde Gordon een belangrijke rol bij het overtuigen van president Woodrow Wilson om het beleid van de federale regering tegen de productie van alcoholische dranken aan te scherpen, met name door het gebruik van voedingsmiddelen om alcohol te maken strafbaar te stellen. Later, in 1919, behaalden matigingsorganisaties een grote overwinning met de ratificatie van het achttiende amendement (prohibitie), dat drooglegging in de Verenigde Staten volledig tot stand bracht. Na dit succes begon de WCTU onder Gordons leiding zich meer te richten op de handhaving van matigheid, en andere siciale hervormingen zoals het recht op naturalisatie van immigranten, vrouwenrechten en in het bijzonder vrouwenkiesrecht, en jeugdzorg en kinderbescherming.
In november 1922 werd ze verkozen tot voorzitter van de World Women's Temperance Union (WWCTU) en nam ze ontslag als voorzitter van de nationale WCTU-organisatie.
Ze stierf op 15 juni 1931 in Castile, New York.

## Publicaties
Tijdens Gordons carrière werd ze ook president van de World League Against Alcoholism, vice-voorzitter van de National Temperance Council en vice-voorzitter van de Commission of Nineteen on the National Constitutional Prohibition Amendment. Ze was nauw betrokken bij matigingswerk bij de National Council of Women, de International Sunday-School Association, de World's Woman's Christian Temperance Union, de National Legislative Council, enz.
Als leider in de WCTU was Gordon een fervent voorstander van de noodzaak om kinderen al op zeer jonge leeftijd te interesseren voor matigheid. Daartoe schreef ze een aantal boeken met verhalen, verzen en liedjes gericht op kinderen, evenals publicaties voor volwassenen.
Verkoop van haar boeken zouden een miljoen exemplaren hebben overschreden. Haar matigingsliederen werden bijzonder succesvol en werden in meerdere talen vertaald. Ze was ook de redacteur van de Union Signal, het nieuwsorgaan van de WCTU, en The Young Crusader, de krant van de Loyal Temperance Legion, de kinderafdeling van de WCTU.